# Autobuses Urbanos de Guadalajara
El autobús urbano de Guadalajara es un servicio público de transporte urbano de la ciudad de Guadalajara (España), operado por la empresa ALSA.

## Historia
El autobús urbano de Guadalajara ha pasado por varias empresas tales como TRAPSA y AULUSA. Desde el 1 de abril de 2013 la empresa encargada de ofrecer el servicio es la conocida ALSA.

## Tarifas y billetes
El billete sencillo tiene un coste de 1,05 € y no da derecho a transbordo. Para el resto de billetes se utilizan tarjetas recargables llamadas XGuada y que son expedidas por el propio Ayuntamiento de Guadalajara. Se pueden solicitar en el Centro Municipal Integrado (Avenida del Vado 15, Guadalajara). Las tarjetas son recargadas con saldo (que se va descontando a medida que se pasa por el lector del autobús). Todas las tarjetas permiten trasbordos durante 90 minutos.
Todas las tarjetas XGuada expedidas llevan impresa la fotografía del usuario para que de este modo solo dicho usuario pueda utilizarla. La tarjeta tiene un coste de 6.50€. Las recarga mínima de saldo es de 10€.

## Flota
ALSA dispone de una flota de autobuses con una antigüedad que varia, ya que existen diferentes modelos de autobuses, todos dedicados al transporte urbano de Guadalajara. Quince de los autobuses son de la casa Irisbus, los cuales poseen 3 puertas, dos de salida y una de entrada. Estos autobuses están son de piso bajo. Son autobuses propulsados con Gas Natural. 
Además de los Irisbus, existen ocho autobuses como los Citaro de Mercedes-Benz. Poseen también 3 puertas, dos de salida y una de entrada, todo el autobús es de planta baja. Estos autobuses son diésel y seis de ellos se adquirieron en 2007. Los otros dos provienen de servicios en el Aeropuerto.
También en 2017 se incorpora un autobús Iveco, también propulsado con Gas Natural, dos puertas de salida y una de entrada y piso bajo. 
Todos los autobuses son azules y amarillos, incorporan aire acondicionado y calefacción además de Wi-Fi e indicadores de parada mediante video y voz. 
En la actualidad la empresa cuenta con una flota integrada por 2.300 autobuses, los cuales recorren más de 330 millones de kilómetros cada año y atienden a más de 144 millones de pasajeros. La compañía cuenta con un competente equipo formado por 5.500 profesionales quienes hacen posible brindar el mejor servicio de transporte.

## Líneas
La distribución actual de las líneas entró en vigor el 1 de abril del 2013 y se caracteriza por ser unas líneas y recorridos de tipo rápido, ya que con respecto a la anterior distribución, se han suprimido muchas paradas y se ha cambiado el recorrido y el número de las líneas.
El 24 de febrero de 2015 el Ayuntamiento de Guadalajara incorporó algunos cambios en las líneas y paradas de los autobuses con objeto de mejorar la reforma realizada en abril de 2013 que no gusto mucho a la gente debido a la suprimacion de algunas paradas. Desde este día entraron en vigor las mejoras y se activaron algunas paradas suprimidas en abril de 2013 con el fin de dar satisfacción a todos los ciudadanos.
| Número                                                           | Trayecto                                                         | Frecuencia                                                       | Operador                                                         |
| Pulsando sobre el número de línea se accede a su propio artículo | Pulsando sobre el número de línea se accede a su propio artículo | Pulsando sobre el número de línea se accede a su propio artículo | Pulsando sobre el número de línea se accede a su propio artículo |
| ---------------------------------------------------------------- | ---------------------------------------------------------------- | ---------------------------------------------------------------- | ---------------------------------------------------------------- |
| Línea 1 (Bus Guadalajara)                                        | Circular 1                                                       | 15'                                                              | ALSA                                                             |
| Línea 2 (Bus Guadalajara)                                        | Circular 2                                                       | 15'                                                              | ALSA                                                             |
| Línea 3 (Bus Guadalajara)                                        | Hospital-Las Lomas                                               | 15'                                                              | ALSA                                                             |
| Línea 4 (Bus Guadalajara)                                        | Hospital-Los Manantiales                                         | 15'                                                              | ALSA                                                             |
| Línea 5 (Bus Guadalajara)                                        | Los Manantiales-Los Valles                                       | 15'                                                              | ALSA                                                             |
| Línea 6 (Bus Guadalajara)                                        | Estación Renfe-Glorieta Las Cañas                                | 36'                                                              | ALSA                                                             |
| Línea 7 (Bus Guadalajara)                                        | Estación Autobuses-Iriepal-Taracena                              | 1h-2h'                                                           | ALSA                                                             |
| Línea 8 (Bus Guadalajara)                                        | Estación Autobuses-El Clavin                                     | Varía (Consultar)                                                | ALSA                                                             |
| Línea R1 (Bus Guadalajara)                                       | Estación Renfe-Universidad-Centro                                | Varía horario                                                    | ALSA                                                             |
| Línea R2 (Bus Guadalajara)                                       | Estación Renfe-Plaza Santo Domingo                               | Varía horario                                                    | ALSA                                                             |
| Línea D1 (Bus Guadalajara)                                       | Estación Autobuses-Valdenoches                                   | Se pide por teléfono                                             | ALSA                                                             |
| Línea D2 (Bus Guadalajara)                                       | Estación Autobuses-Usanos                                        | Se pide por teléfono                                             | ALSA                                                             |
| Línea D3 (Bus Guadalajara)                                       | Renfe-Pol. Henares                                               | Se pide por teléfono                                             | ALSA                                                             |
| Línea BA (Bus Guadalajara)                                       | Centro-El Clavín                                                 | 2h                                                               | ALSA                                                             |
| Línea BB (Bus Guadalajara)                                       | Centro-Iriepal-Taracena                                          | 2h                                                               | ALSA                                                             |
| Línea BC (Bus Guadalajara)                                       | Centro-Los Manantiales                                           | 2h                                                               | ALSA                                                             |
| Línea E1 (Bus Guadalajara)                                       | Hospital-Los Manantiales                                         | Sin hora                                                         | ALSA                                                             |
| Línea E2 (Bus Guadalajara)                                       | Renfe-Los Valles                                                 | Sin hora                                                         | ALSA                                                             |